# Tour Adria
La Tour Adria, anche conosciuta anche come Tour Technip (dal nome della società che la ha in affitto), è un grattacielo di uffici di 40 piani e alto 155 metri ubicato nel quartiere degli affari de La Défense, precisamente a Courbevoie.

## Costruzione
La torre è stata costruita nel 1999 ed è la "gemella" della Tour Égée.

## Descrizione
Un primo progetto prevedeva che la torre fosse di colore bianco, ma alla fine si è optato per il colore nero con vetri riflettenti.
La torre è divisa in due parti:
- Quattro livelli di parcheggi per un totale di 615 posti auto;
- Il resto della costruzione, classificato come grattacielo.